# Leere in der Leere
Leere in der Leere (französisch vide dans le vide) heißt ein im November 1647 von Blaise Pascal durchgeführtes Experiment, mit dem er nachweisen konnte, dass das Quecksilber in einer Manometersäule nur vom äußeren Luftdruck auf eine bestimmte Höhe gedrückt wird. Dabei ging es um die Frage, ob der leer aussehende Teil der Glasröhre oberhalb der Quecksilbersäule wirklich leer war, mit anderen Worten, ob sich darin tatsächlich ein „Vakuum“ befand. Mit dem Experiment konnte Pascal diese Hypothese im Rahmen der damaligen Messgenauigkeit erhärten. Pascal beschrieb das Experiment in einem Brief an seinen Schwager Florin Périer.

## Vorgeschichte
Die ursprünglichen Ideen für diese Experimente kamen vom Galilei-Schüler Evangelista Torricelli, der 1644 eine mit Quecksilber gefüllte, an einem Ende geschlossene Glasröhre in ein Becken mit Quecksilber umstülpte und ein „Vakuum“ im oberen Teil der Glasröhre fand. Ein solches Experiment sah Pascal im Oktober 1646 in Rouen, vorgeführt von Pierre Petit. Dass es sich um ein „Vakuum“ handelte, wurde aber von vielen Zeitgenossen angezweifelt (darunter auch Descartes), die noch der auf Aristoteles zurückgehenden Lehre vom Horror vacui anhingen. Diese besagte, dass die Schöpfung mit der Existenz eines leeren Raumes unvereinbar sei und die Natur selbst die Leere „verabscheue“. Entsprechend wurde nun behauptet, der scheinbar leere Teil der Glasröhre sei mit unsichtbaren Dämpfen gefüllt.
Um dies zu widerlegen, führte Pascal ein Schauexperiment vor 500 Zuschauern mit zwei großen (40 Fuß oder 12 m langen, an Schiffsmasten befestigten) Glasröhren durch, gefüllt mit Wasser und Wein. Nach allgemeiner damaliger Ansicht sollte die Säule beim Wein tiefer sein, da Wein leichter verdampft, was aber nicht der Fall war. Die Wassersäule war tiefer, da Wein ein geringeres spezifisches Gewicht als Wasser hat.
Pascal stellte aber noch viele weitere Experimente an, um die Existenz des Vakuums zu beweisen. Als er davon hörte, dass Torricelli die Höhe der Quecksilbersäule auf den äußeren Luftdruck zurückführte, kam es 1647 zu angeregten Diskussionen zwischen Gilles Personne de Roberval, Mersenne, Descartes, Pascal und anderen. Man dachte sich neue Experimente aus, darunter das vide dans le vide genannte, das Roberval, Adrien Auzout und Pascal unabhängig voneinander und auf etwas verschiedene Art durchführten.
Unabhängig von Pascals späteren Arbeiten hatte Torricelli aber auch schon die Unabhängigkeit der Höhe der Quecksilbersäule von Form, Neigung und Länge der Glasröhren gezeigt und damit selbst starke Argumente für eine Erklärung aus dem Luftdruck geliefert.

## Versuchsablauf
Es werden verschiedene Versuchsabläufe geschildert. Pascal selbst berichtet darüber in seinem Brief an Perier vom November 1647 und im Traité de l’équilibre des liqueurs et de la pesanteur de la masse de l’air.
In einer Version wird das Experiment mit einem kleinen Manometer innerhalb eines größeren Manometers durchgeführt. Für die Durchführung benötigt man ein Quecksilbermanometer nach Evangelista Torricelli, ein Gefäß, in welches das Manometer hineinpasst und das oben mit einem Deckel und unten mit einer undurchlässigen Membran dicht verschlossen werden kann, ein größeres Vorratsgefäß zum Eintauchen des Membrangefäßes und ein U-Rohr.
| Leere in der Leere Animation | 1. Zu Versuchsbeginn werden das Manometer, das mit der Membran versehene Gefäß und das Vorratsgefäß mit Quecksilber gefüllt. Das Manometer wird über dem Quecksilberspiegel in das Membrangefäß gehängt und dieses dann oben mit einem Deckel fest verschlossen. 2. Das verschlossene Membrangefäß wird nun in das Vorratsgefäß getaucht, so dass die Membran vollständig unter dessen Quecksilberspiegel liegt. Die Anzeige des Manometers verändert sich bei der Verwendung einer steifen Membran nicht. 3. Die Membran wird nun durchstochen beziehungsweise entfernt, so dass das Quecksilber aus dem Membrangefäß in das Vorratsgefäß fließen kann. Der hierbei im Membrangefäß entstehende Unterdruck kann am Manometer abgelesen werden. Die Flüssigkeitsspiegel im Manometer und im Membrangefäß erreichen jeweils die gleiche Höhe über den sie umgebenden Flüssigkeitsspiegeln. 4. Durch ein U-Rohr kann der entstandene Unterdruck durch Luftzufuhr wieder ausgeglichen und darüber hinaus sogar noch weiter erhöht werden, wobei das Quecksilber in dem Manometer wieder steigt und der Flüssigkeitsspiegel im Membrangefäß weiter fällt. Somit ist der Nachweis erbracht, dass die Höhe der Quecksilbersäule in einem Manometer allein vom Umgebungsdruck abhängt. |

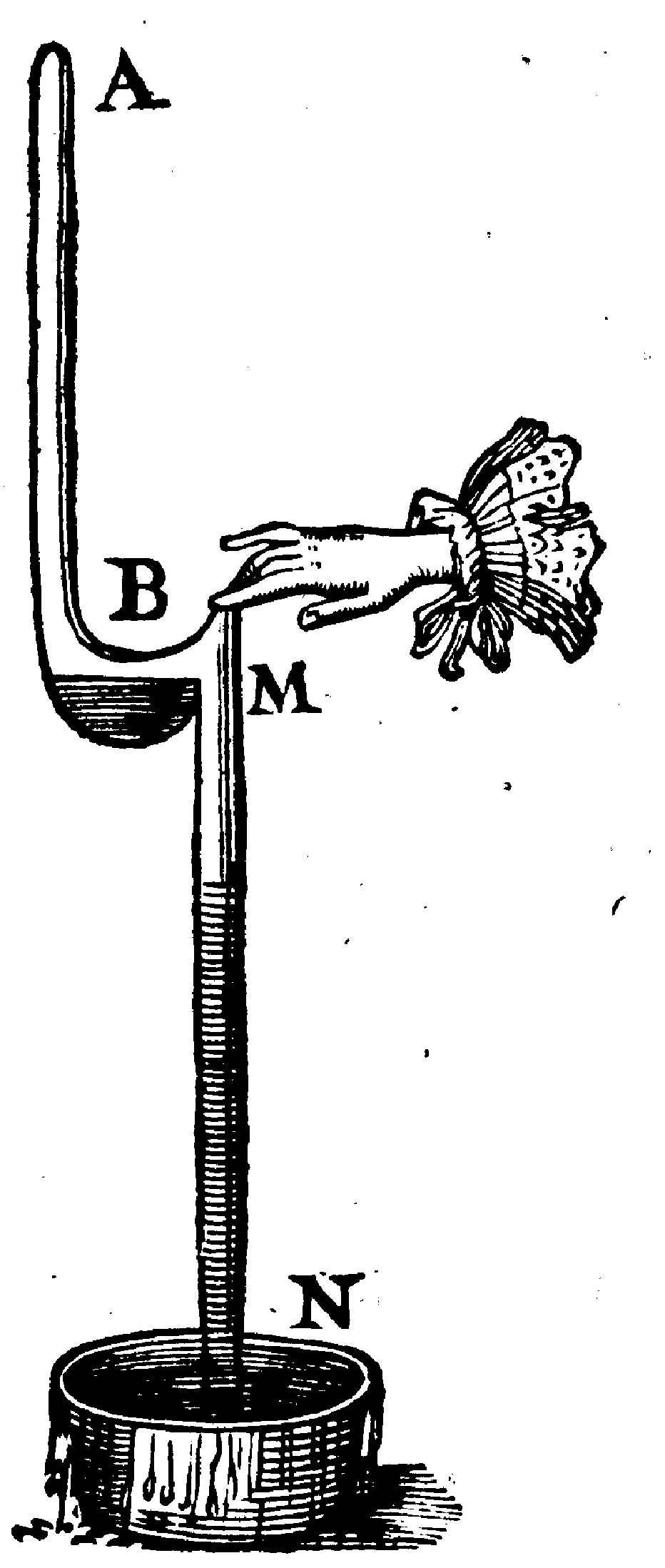
Darstellung in Pascals Traktat (1663, S. 105)

In einer weiteren Version des Experiments wird eine in Doppel-U-Form gebogene Glasröhre als Manometer benutzt. Beim Auslaufen des Quecksilbers aus der Röhre entsteht ein Vakuum-Bereich, der eine Quecksilbersäule im zweiten, nach oben gebogenen U-Rohr abtrennt. Die Spiegel der Quecksilbersäule im zweiten U-Rohr sind gleich hoch, was die Existenz eines Vakuums im Bereich davor beweist. Lässt man in dieses Vakuum Luft einströmen (durch ein vorher mit einem Pfropfen verstopftes Loch), steigt die Quecksilbersäule im zweiten U-Rohr wie bei einem normalen Barometer an.

## Weitere Experimente
→ Siehe auch  Pascals Barometer.
Viel bekannter als die hier geschilderten Experimente war der anschließend durchgeführte Versuch Pascals. Er verglich die Säulenhöhen eines Quecksilber-Barometers im flachen Gelände mit denen auf einem Berg, dem Puy de Dôme, und konnte damit direkt die Auswirkungen des in der Höhe sinkenden Luftdrucks auf die Säulenhöhe nachweisen. Pascal führte das Experiment nicht selbst durch, sondern ließ es durch seinen Schwager Florin Périer (1605–1672) in Clermont-Ferrand durchführen (am 19. September 1648). Im Ort Clermont-Ferrand maß er an einer Stelle 71 cm Säulenhöhe, auf dem Berggipfel 62,7 cm (die Höhendifferenz von Stadt und Berggipfel betrug etwas über 1000 m). Selbst die 50 m Höhenunterschied in der Kathedrale von Clermont-Ferrand führten zu 4 mm Unterschied in der Säulenhöhe.
In einem weiteren Experiment verwendete Pascal statt Glasröhren Spritzen und verglich die Gewichte der Spritzen mit räumlich verschieden großen Vakua (über den üblichen rund 760 mm Quecksilbersäule) auf einer Waage. Er fand, dass sie gleich viel wogen, und schloss daraus ein weiteres Mal auf die Existenz des Vakuums (und gegen mit Dämpfen gefüllte Hohlräume).
Pascal beobachtete auch schon die Veränderlichkeit des Luftdrucks je nach Wetterlage, also die Einsatzmöglichkeit des Torricelli-Barometers in der Meteorologie.
1649 entwickelte Otto von Guericke eine Kolbenpumpe, mit der ein technisches Vakuum auf einfachere Weise erzeugt werden konnte. Mit Hilfe seiner Vakuumpumpe und der Magdeburger Halbkugeln konnte Otto von Guericke die Existenz des Luftdrucks und des Vakuums leichter nachvollziehbar machen und anschaulich demonstrieren.
1660 überprüfte Robert Boyle (mit Unterstützung von Robert Hooke) die Abhängigkeit vom äußeren Luftdruck, indem er die Säulenhöhe eines Barometers in einem mit einer Pumpe hergestellten Unterdruck in einer Glasglocke beobachtete.